# Биопроизводња
|  | Овај чланак је део дисеминационих активности уз подршку Фонда за науку Републике Србије, Програм ДИЈАСПОРА, #6464843, MeMEAS у сарадњи са Хемијским факултету Универзитета у Београду. Садржина ових текстова не изражава ставове Фонда за науку Републике Србије. Датум уноса: октобар—децембар 2023. Википедијанци: Ова група ученика ће писати чланке на подстраницама, где ће остати до краја периода уноса и оцењивања. Позовамо вас да помогнете ученицима и дате им смернице током израде. |

Биопроизводња представља тип производње у ком се за добијање неког производа користе биолошки системи (микроорганизми, животињске, биљне ћелије, разнa ткива и ензими у in vitro условима). На овај начин се производе комерцијално значајни биомолекули који своју примену имају у пољопривреди, индустрији, хране, енергије, материјала, као и фармацмацеутској индустрији. Ови биомолекули такође могу бити изоловани из природних извора попут крви, култура микроорганизама, као и из биљних и животињских ћелија култивисаних на посебан начин.
Ћелије или ткива која се користе у ове сврхе, често су генгенетички модификована помоћу генетичког инжењеринга, метаболичког или протеинског инжењеринга. Употреба биопроизводње у индустријским процесима, представља један од најзначајнијих корака ка одрживом развоју индустрије, што такође може довести до замене неких стандардних индустријских процеса ефикаснијим и исплатљивијим методама биопроизводње.
Правац у ком се крећу биопроизводни процеси, могу довести до развитка разних нових производа попут хране, лекова, обновљиве енергије, као и материјала, са бољим особинама од тренутно постојећих.

## Историјат
Употреба биолошких система за производњу добара датира још из античког доба. Иако неупознати са природом ферментационих процеса, древни народи попут Кинеза и Сумераца, користили су ове процесе у производњи пиринчаног вина и пива. Такође употреба ферментационих процеса у сврхе конзервације поврћа укишељавањем, почела је знатно пре открића улоге микроорганизама у ферментацији (Луј Пастер, 19. век). 
Следећи талас употребе биолошких система у циљу производње биомолекула, условљавао је употребу изолованих и пречишћених култура микроорганизама и изоловање примарних метаболита. Примарни метаболити имају физиолошку улогу у самој ћелији и неопходни су за нормалан ћелијски раст и развој. Неки од примарних метаболита попут аминокиселина, етанола, ацетона, органских киселина (млечна, сирћетна и лимунска киселина) изоловани су на овај начин.
Нову прекретницу у историјској употреби микроорганизама за добијање значајних биомолекула представља производња антибиотика (пеницилин). Открићем и карактеризацијом пеницилина као и других група антибиотика започео је талас биопроизводње секундарних метаболита, који најчешће играју значајну улогу у одбрамбеним механизмима микроорганизама од других врста. Секундарни метаболити су своју свакодневну примену нашли превасходно у медицини. 
Развитак рекомбинантне технологије 80-их година 20. века, омогућио је производњу рекомбинантних протеина који своју најширу примену налазе у медицини, где се користе као лекови (лекови базирани на протеинској или полипептидној структури). Такође, рекомбинантни протеини који имају ензимске функције користе се у разним процесима биокатализе.

## Примена биопроизводње
Примена биопроизводње може се пронаћи готово у свим гранама индустрије попут фармације, индустрије биоматеријала и прехрамбене индустрије. Такође поред примене у индустријске сврхе, биопроизводња се примењује и у разним научним истраживањима из области медицине, фармације, биохемије, биотехнологије и синтетске биологије.

## Производи настали процесима биопроизводње
Као последица широке примене, мноштво производа насталих процесима биопроизводње се данас налази на тржишту. Неки од њих приказани су овде.

### Медицина
- Биофармацеутици
- Цитокини
- Фузиони протеини
- Фактори раста
- Моноклонална антитела
- Вакцине

### Индустрија хране и пића
- Амино киселине
- Ензими
- Протеински суплементи

### Други индустријски процеси
- Микробиолошки индукована преципитација калцијум-карбоната
- Биоремедијација
- Индустрија детерџената
- Производња пластике